# Agrotis turbans
Agrotis turbans là một loài bướm đêm trong họ Noctuidae. Loài này được tìm kiếm ở Uzbekistan.